# Montguillon
Montguillon korábbi község Franciaország Loire mente régiójában, Maine-et-Loire megyében. 2016. december 15-én tizennégy másik korábbi községgel egyesült és Segré-en-Anjou Bleu új község része lett.
Lakosainak száma 252 fő (2018. január 1.). Montguillon Aviré, La Jaille-Yvon, Saint-Martin-du-Bois, Saint-Sauveur-de-Flée, Chemazé és Ménil községekkel határos.

## Népesség
A település népességének változása:
| Lakosok száma | 236  | 217  | 214  | 172  | 165  | 206  | 227  | 239  | 241  | 252  |
|               | 1968 | 1975 | 1982 | 1990 | 1999 | 2011 | 2013 | 2015 | 2017 | 2018 |